# Maëlle Ricker
Maëlle Danica Ricker [mɑːˈɛl ˈdænɪkə ˈɹɪkə] (* 2. Dezember 1978 in North Vancouver) ist eine ehemalige kanadische Snowboarderin und Olympiasiegerin. Sie startete in den Disziplinen Snowboardcross und Halfpipe.
Maëlle Ricker übte auch andere Sportarten aus, bevor sie zum professionellen Snowboardsport wechselte. So war sie auf Ski im Langlauf und alpin aktiv, daneben spielte sie Fußball und Feldhockey. Erst ihr Bruder Jorli brachte sie zum Snowboard. Schon mit sechs Jahren startete sie bei ersten Wettbewerben. Sie hat fast einhundert Rennen im Weltcup bestritten (Stand: Ende 2008), startete zweimal bei Olympischen Spielen und ist zweifache Medaillengewinnerin bei Weltmeisterschaften. Im Laufe ihrer Karriere musste sie mehrere schwerwiegende Knieverletzungen hinnehmen, kämpfte sich aber immer wieder in die Weltelite zurück. Ihre Mutter ist Biologielehrerin, der Vater Geologe. Ricker selbst ist Snowboardlehrerin und wohnt in Whistler in British Columbia.

## Weltcup
Maëlle Ricker hat eine überragende Bilanz im Weltcup. Bei über einem Viertel ihrer Starts schaffte sie den Sprung aufs Podium, mehr als die Hälfte aller Starts beendete sie unter den besten Zehn. Mit neun Siegen und je sieben zweiten und dritten Plätzen gehört sie zu den erfolgreichsten Snowboarderinnen des Weltcups.

### Vor 2002
Anfänglich trat Ricker im Weltcup mehr bei Wettbewerben in der Halfpipe an, dies verlagerte sich im Laufe der Zeit hin zum Snowboardcross. Beim Debüt im Dezember 1996 in Whistler Mountain fuhr sie als Zweite gleich auf einen Podestplatz und war in dieser Saison bis auf zwei Rennen immer unter den besten Zehn, zweimal noch als Dritte auf dem Podium. Dies brachte ihr im Gesamtweltcup den dreizehnten Platz, in der Disziplinwertung Snowboardcross Platz zehn und in der Disziplinwertung Halfpipe den dritten Platz hinter Tara Teigen und Sabrina Sadeghi. Es blieb ihr bestes Abschneiden im Halfpipe Disziplinweltcup. Obwohl die nächste Saison mit nur einem dritten Platz – sonst meist zwischen Rang zehn und zwanzig – weniger erfolgreich verlief, war der Abschluss mit dem fünften Platz bei Olympia bis dahin ihr größter Erfolg. In der Saison 1998/1999 bestritt sie verletzungsbedingt nur fünf Rennen, darunter ihr erster Sieg beim Boardercross in Whistler Mountain, in der Folgesaison 1999/2000 gar nur zwei, ebenfalls in ihrer Heimat Whistler: beide am selben Wochenende und beide konnte sie gewinnen, einmal im Cross und zum ersten Mal in der Halfpipe. In die folgende Saison stieg sie verspätet ein, mit einem weiteren Sieg beim Boardercross in Kronplatz und acht Top-Ten-Plätzen war sie dennoch dreizehnte und vierzehnte in den Weltcup-Disziplinwertungen Cross und Halfpipe. Obwohl sie bei sechs Weltcupstarts der Saison 2002 fünfmal in die Top Ten fuhr, bedeutete dieses Jahr einen großen Rückschlag in ihrer Karriere. Durch eine Knieverletzung blieb ihr die Chance zur Qualifikation für die Olympischen Winterspiele verwehrt.

### 2002 bis 2007
Auch 2003 war von Verletzungen geprägt, trotz eines Sieges zum Saisonauftakt in Valle Nevado. Sie trat nur bei vier Rennen – drei Weltcups und der Weltmeisterschaft – an, wie in der Vorsaison ausschließlich bei Halfpipe-Wettbewerben. Neun Weltcupstarts in der nächsten Saison 2004 brachten lediglich zwei Top-Ten-Ergebnisse und bedeuteten eine für Maëlle Ricker enttäuschende Saison. Nicht viel besser erging es ihr in der Saison 2005, allerdings verbesserte die WM-Bronzemedaille die schwache Weltcup-Bilanz mit einem dritten und einem neunten Platz bei wiederum neun Starts. Die Saison 2005/2006 begann sie mit zwei zweiten Plätzen in Valle Nevado, ein weiterer Podestplatz gelang ihr mit Rang drei in Bad Gastein. Insgesamt sieben Plätze unter den zehn Besten und der vierte Platz bei Olympia bedeuteten einen deutlicher Aufschwung, der sich in hervorragenden Platzierungen im Gesamtweltcup manifestierte. Neben Platz fünf in der Overall-Wertung musste sie sich im Disziplinweltcup Snowboardcross nur ihrer Mannschaftskollegin Dominique Maltais geschlagen geben, dieser zweite Platz war bis dahin ihre beste Gesamtplatzierung. Trotz einer Verletzung, die einen verspäteten Saisoneinstieg bedingte, blieb Ricker auch 2007 in der Erfolgsspur. Nach fast fünf Jahren gelang ihr wieder ein Weltcup-Sieg im japanischen Furano und auch in der Disziplinwertung Snowboardcross des Weltcups hinterließ sie mit Platz drei bei nur sieben Rennen einen starken Eindruck, zudem wurde sie Achtzehnte der Gesamtwertung.

### 2008 bis 2009
Mit dem Beginn des Snowboard-Weltcups 2007/2008 stieg Ricker endgültig zum Snowboardcross um und konnte die beste Weltcupsaison ihrer Karriere feiern, die mit dem Gewinn des Disziplinweltcups im Snowboardcross ihren Höhepunkt fand. Im Gesamtweltcup konnte sie den fünften Platz aus der Saison 2006 wiederholen. Ausschlaggebend für ihren Triumph über Lindsey Jacobellis und Mellie Francon waren neben drei Siegen in Valle Nevado, Sungwoo und Gujō ihre konstanten Spitzenplätze bei nur einem Ausfall in nur neun Starts. Drei zweiten und einem fünften Rang stand der elfte Platz in Valmalenco als schlechtestes Ergebnis entgegen. Die Saison 2008/2009 begann für Ricker im September mit dem dritten Platz beim Rennen in Chapelco (Argentinien) und fand mit Platz 8 in Arosa, Platz 3 in Stoneham, Platz 1 in Sunday River und Platz 1 in Valmalenco ihre Fortsetzung. Die Weltcup-Saison 2008/09 schließt sie mit dem 2. Platz in der Disziplinwertung Snowboardcross und den 4. Platz im Gesamtweltcup ab.
Im November 2015 erklärte die 36-Jährige ihre aktive Zeit für beendet.

## Continental-Cup, Europa Cup, Nor-Am Cup und South American Cup
Außer den Weltcup-Rennen startete Ricker auch bei Wettbewerben der Kontintental-Cups. 1997 war ihr bei sporadischen Starts ein Sieg in Big White gelungen und nach zwei Rennen 1999 trat sie erst 2004 wieder mit mäßigem Erfolg bei Rennen dieser Serien an. Gelegentliche Starts 2005 und 2006 brachten einen weiteren Sieg in Big White. Beispiellos ist ihre Serie seit Januar 2007. Bei allen acht Starts seither wurde sie entweder Erste oder Zweite, fünf erste und drei zweite Plätze zeigen ihre Dominanz.

## Weltmeisterschaften
Kurz vor Ende ihrer ersten Weltcupsaison nahm Ricker im Januar 1997 an den Weltmeisterschaften der FIS in Innichen teil. Sie platzierte sich im Snowboardcross auf dem vierten Rang, ihre damals stärkere Disziplin Halfpipe beendete sie als Elfte. Bei der letzten der ISF-Weltmeisterschaften 1999 gewann Ricker den Bewerb Snowboardcross und schlug dabei Catherine Plötzl und Brigitte Köck. 2001 in Madonna di Campiglio fuhr sie wieder bei den FIS World Championships, hatte aber mit dem achten beziehungsweise 34. in Cross und Halfpipe nicht die erhofften Erfolge. 2003 in Kreischberg verzichtete sie auf den Boardercross und platzierte sich mit Platz sieben erneut unter den Top Ten. Ihre zweite Medaille bei Weltmeisterschaften (FIS) gewann Ricker 2005 in Whistler Mountain wieder im Boardercross, sie stand als Dritte auf dem Podium neben Lindsey Jacobellis (Gold) und Karine Ruby (Silber). Dieser Erfolg ist umso erstaunlicher, als es ihr erstes Rennen nach einer Knieoperation war. In Arosa 2007 gelang ihr wieder der Sprung in die Spitze, mit dem fünften Platz verfehlte sie knapp eine Medaille beim Snowboardcross, während sie in der Halfpipe nicht antrat. Bei der Snowboard-Weltmeisterschaft 2009 war Ricker erneut im Snowboardcross am Start und qualifizierte sich in Hoengseong für das Finale. Die Podestplätze machten die neue Weltmeisterin Helene Olafsen und die beiden Schweizerinnen Olivia Nobs und Mellie Francon unter sich aus, für Ricker blieb nur Platz vier. Insgesamt konnte sie sich bei Weltmeisterschaften siebenmal unter den besten Zehn platzieren.

## Olympische Spiele
Bei einem Interview sagte Ricker: „I’ve been wanting to win one since I’ve been a little girl, even before I snowboarded. To win an Olympic medal would be priceless. (Ich wollte eine [olympische Medaille] gewinnen, seit ich ein kleines Mädchen war, sogar schon bevor ich Snowboard fuhr. Eine olympische Medaille zu gewinnen, wäre unbezahlbar.)“
1998 qualifizierte sie sich für die Olympischen Winterspiele 1998 in Nagano in der Halfpipe. Sie belegte den fünften Platz in diesem Wettbewerb, den überraschend die Deutsche Nicola Thost gewann.
In der Vorbereitungszeit für die Spiele 2002 in Salt Lake City verletzte sich Ricker am Knie und konnte deshalb nicht zu den Ausscheidungsrennen antreten. Zu diesem Rückschlag sagte sie: „I’m pretty stubborn. It’s a Ricker family trait (Ich bin ziemlich dickköpfig. Das liegt in der Familie),“ und „I’ve wanted to be an Olympic medallist since I was pretty young. (Als ich noch ganz klein war, wollte ich schon eine Medaillengewinnerin bei Olympia sein.)“
Die Umsetzung verpasste sie nur knapp 2006. Bei den Olympischen Winterspielen in Turin konnte sie bis ins Finale des Snowboardcross vordringen, stürzte aber kurz nach Beginn des Rennens, durchbrach den Fangzaun und war danach bewusstlos. Sie erlitt eine Gehirnerschütterung und Rückenverletzungen. So belegte sie den vierten Platz hinter Tanja Frieden, Lindsey Jacobellis und ihrer Landsfrau Dominique Maltais.
Ihren Traum vom Gewinn einer olympischen Goldmedaille konnte sich Ricker schließlich bei den Olympischen Winterspielen 2010 in ihrer Heimat Vancouver auf ihrem „Haushang“ erfüllen. Obwohl Ricker als Führende im Weltcup antrat, war Lindsey Jacobellis vor den Spielen als große Favoritin gehandelt worden, diese verfehlte aber im Halbfinale ein Tor und wurde Fünfte. Ricker hingegen steigerte sich im Laufe des Wettbewerbes. Sie überstand bei widrigen Bedingungen mit Nebel und aufgeweichter Piste die Qualifikation nach einem Sturz im ersten Lauf aufgrund eines guten zweiten Laufes als Dritte. Danach gewann sie sicher ihr Viertelfinale und besiegte im Halbfinale Jacobellis und die beiden Französinnen Déborah Anthonioz und Nelly Moenne-Loccoz.

Im Finale erarbeitete sie sich schnell einen Vorsprung und setzte sich gegen Anthonioz, Olivia Nobs und die nach einem Sturz Viertplatzierte Weltmeisterin Helene Olafsen überlegen durch. Sie ist die erste Kanadierin, die es schaffte, bei Olympischen Spielen im eigenen Land den Olympiasieg davonzutragen, zwei Tage zuvor war Alexandre Bilodeau im Freestyle der erste Kanadier überhaupt, dem dies gelang.
Zwei Wochen vor den Olympischen Winterspielen 2014 brach sie sich den Arm. Sie startete dennoch und belegte am 16. Februar in Sotschi hinter der tschechischen Siegerin Eva Samková den 21. Rang im Snowboardcross.

## Sportliche Erfolge

### Olympische Winterspiele
| Datum         | Ort       | Land | Disziplin      | Platzierung |
| ------------- | --------- | ---- | -------------- | ----------- |
| 12. Feb. 1998 | Nagano    | JPN  | Halfpipe       | 5.          |
| 17. Feb. 2006 | Turin     | ITA  | Snowboardcross | 4.          |
| 16. Feb. 2010 | Vancouver | CAN  | Snowboardcross | 1.          |
| 16. Feb. 2014 | Sotschi   | RUS  | Snowboardcross | 21.         |

### FIS Snowboard-Weltcup
| Datum              | Ort          | Land     | Disziplin      | Platzierung |
| ------------------ | ------------ | -------- | -------------- | ----------- |
| 13. Dezember 1998  | Whistler, BC | Kanada   | Snowboardcross | 1.          |
| 11. Dezember 1999  | Whistler, BC | Kanada   | Snowboardcross | 1.          |
| 12. Dezember 1999  | Whistler, BC | Kanada   | Halfpipe       | 1.          |
| 19. Januar 2001    | Kronplatz    | Italien  | Snowboardcross | 1.          |
| 13. September 2002 | Valle Nevado | Chile    | Halfpipe       | 1.          |
| 17. Februar 2007   | Furano       | Japan    | Snowboardcross | 1.          |
| 29. September 2007 | Valle Nevado | Chile    | Snowboardcross | 1.          |
| 15. Februar 2008   | Sungwoo      | Südkorea | Snowboardcross | 1.          |
| 22. Februar 2008   | Gujo-Gifu    | Japan    | Snowboardcross | 1.          |

- 1. Platz Snowboardcross-Weltcup 2008
- 2. Platz Snowboardcross-Weltcup 2006
- 3. Platz Snowboardcross-Weltcup 2007
- 3. Platz Halfpipe-Weltcup 1997
- 5. Platz Gesamt-Weltcup 2006 und 2008

### Weltmeisterschaften
- 1999 – Weltmeisterin im Snowboardcross (ISF)
- 2005 – 3. der Weltmeisterschaft im Snowboardcross (FIS)

### National
- 3 × kanadische Meisterin